# Telipogon hirtzii
Telipogon hirtzii är en orkidéart som beskrevs av Dodson och Rodrigo Escobar. Telipogon hirtzii ingår i släktet Telipogon och familjen orkidéer. Inga underarter finns listade i Catalogue of Life.